# Amsterdam-Noord

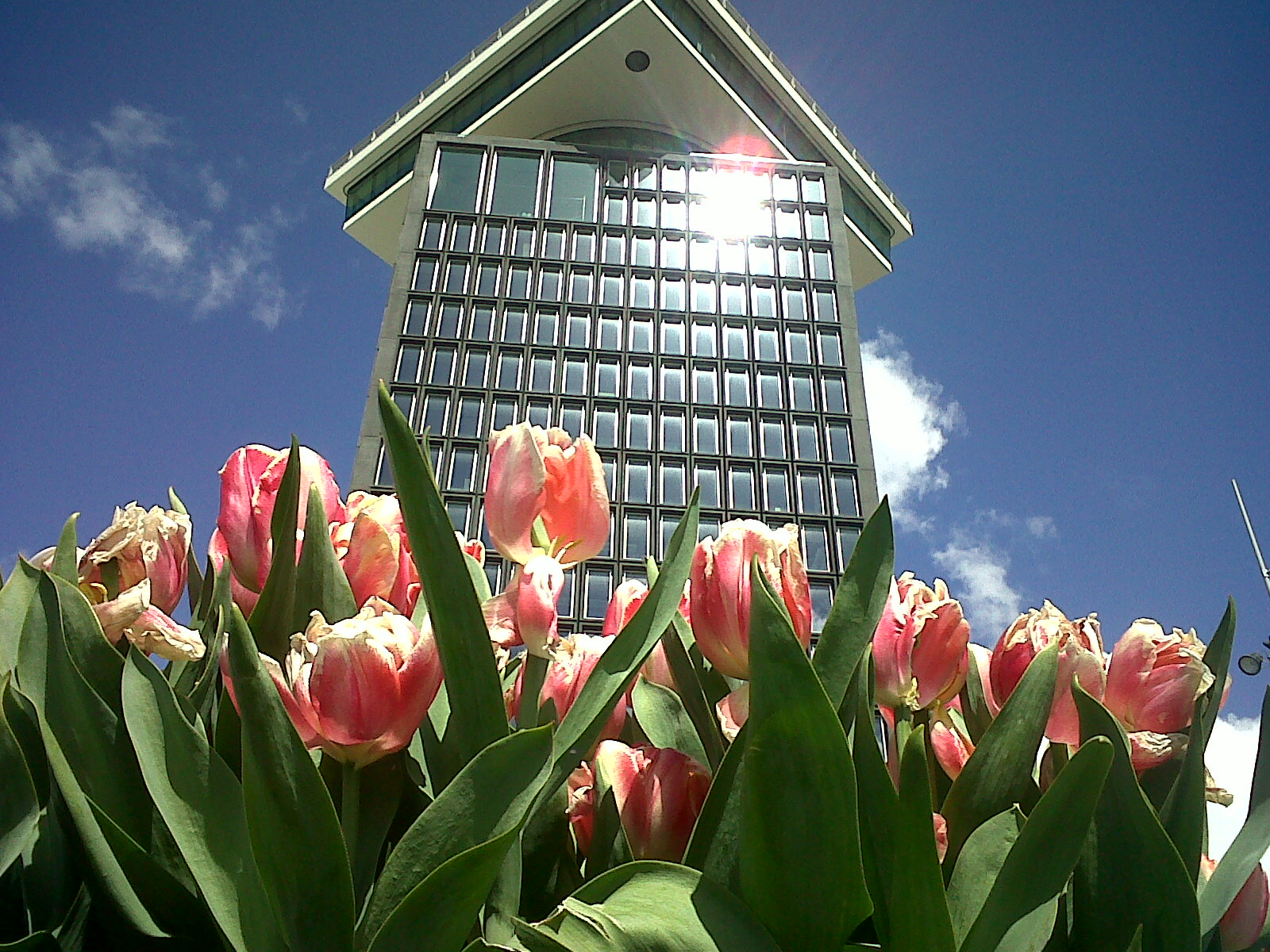
A'DAM Toren aan het IJ.

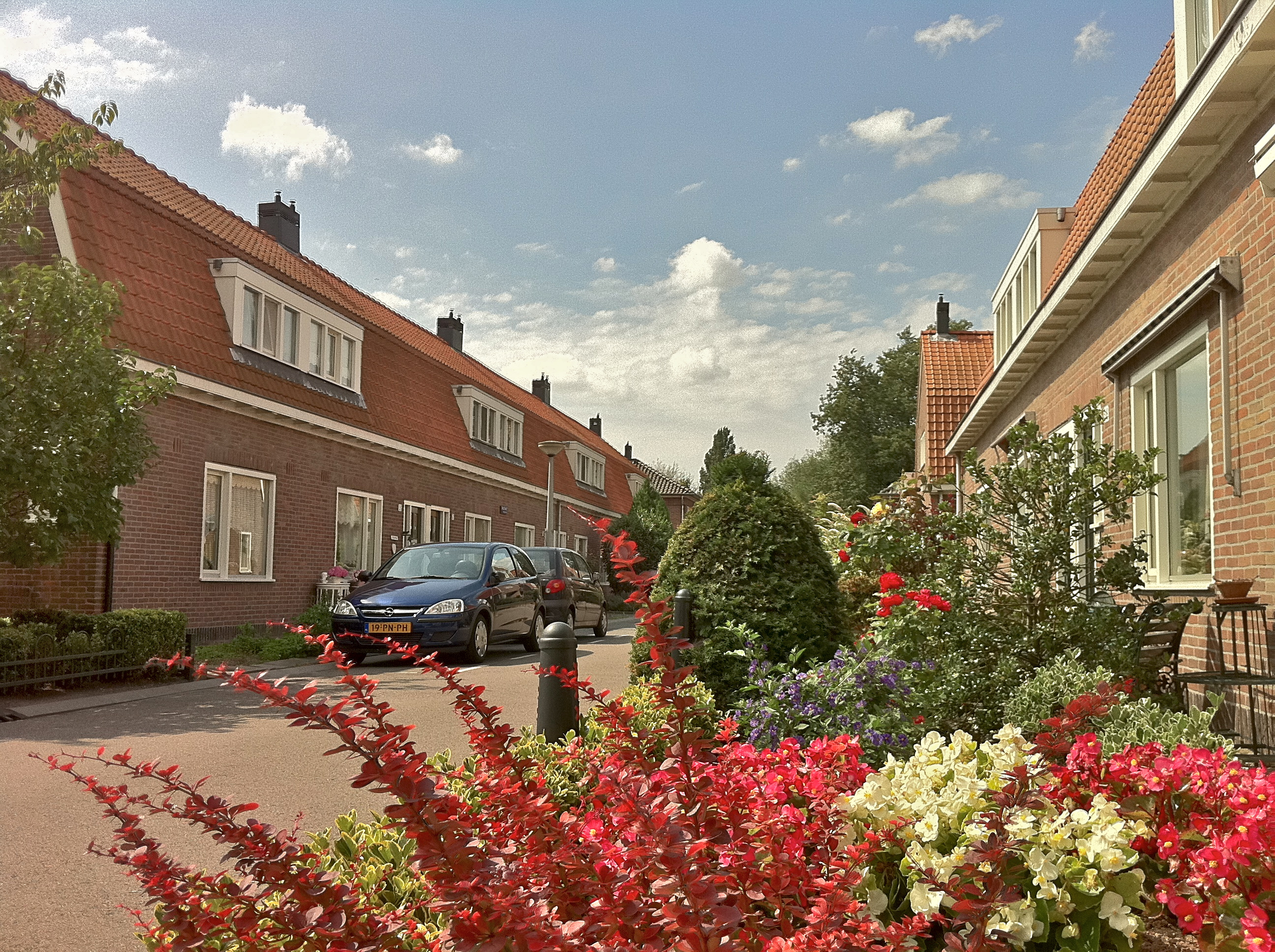
Huizen met tuintjes in Tuindorp Oostzaan.

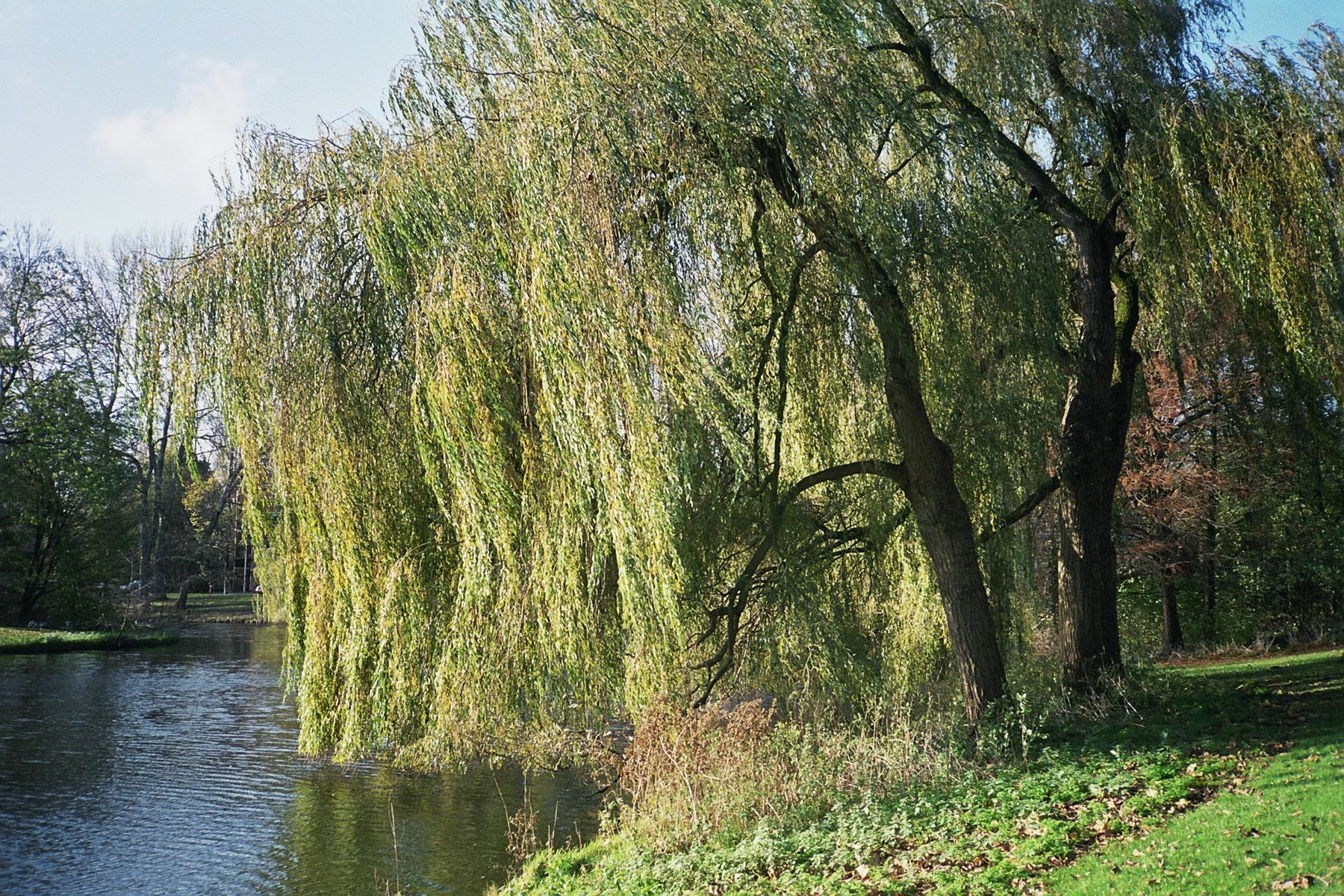
Baanakkerspark.

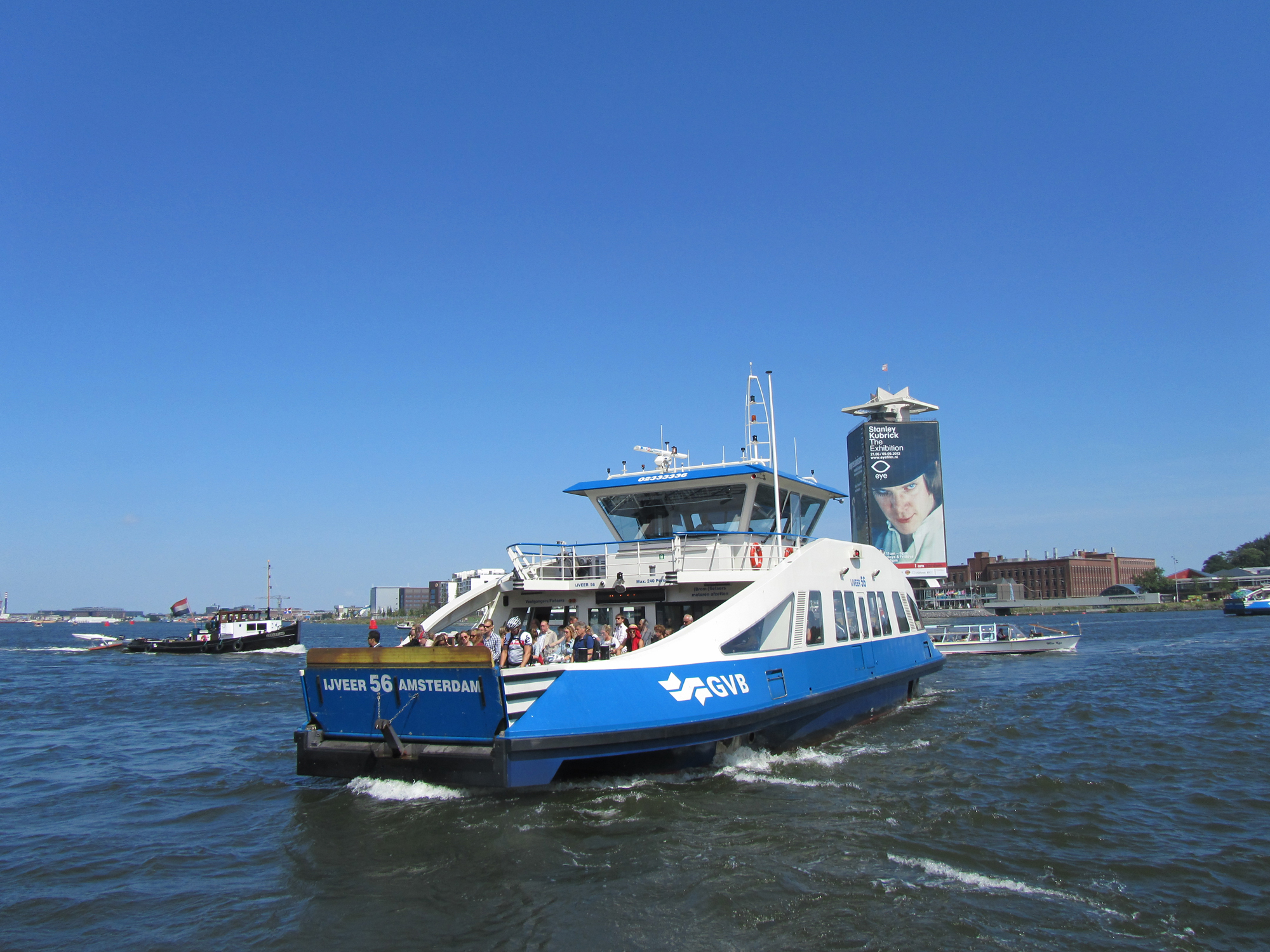
De IJveren vormen een belangrijke verbinding tussen Amsterdam-Noord en de rest van de stad

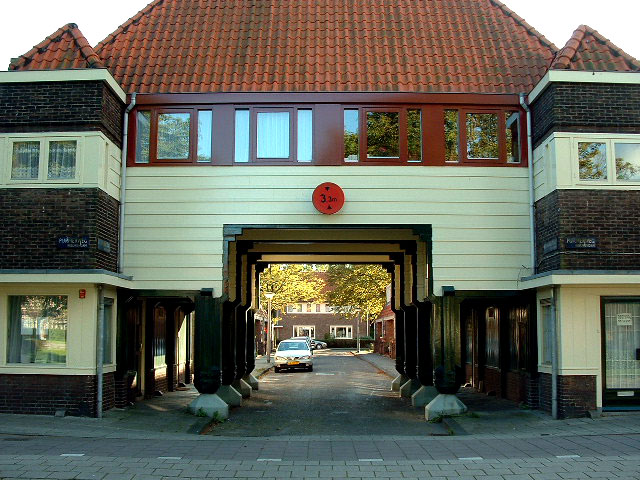
Poortwoning aan het Purmerplein in Tuindorp Nieuwendam.

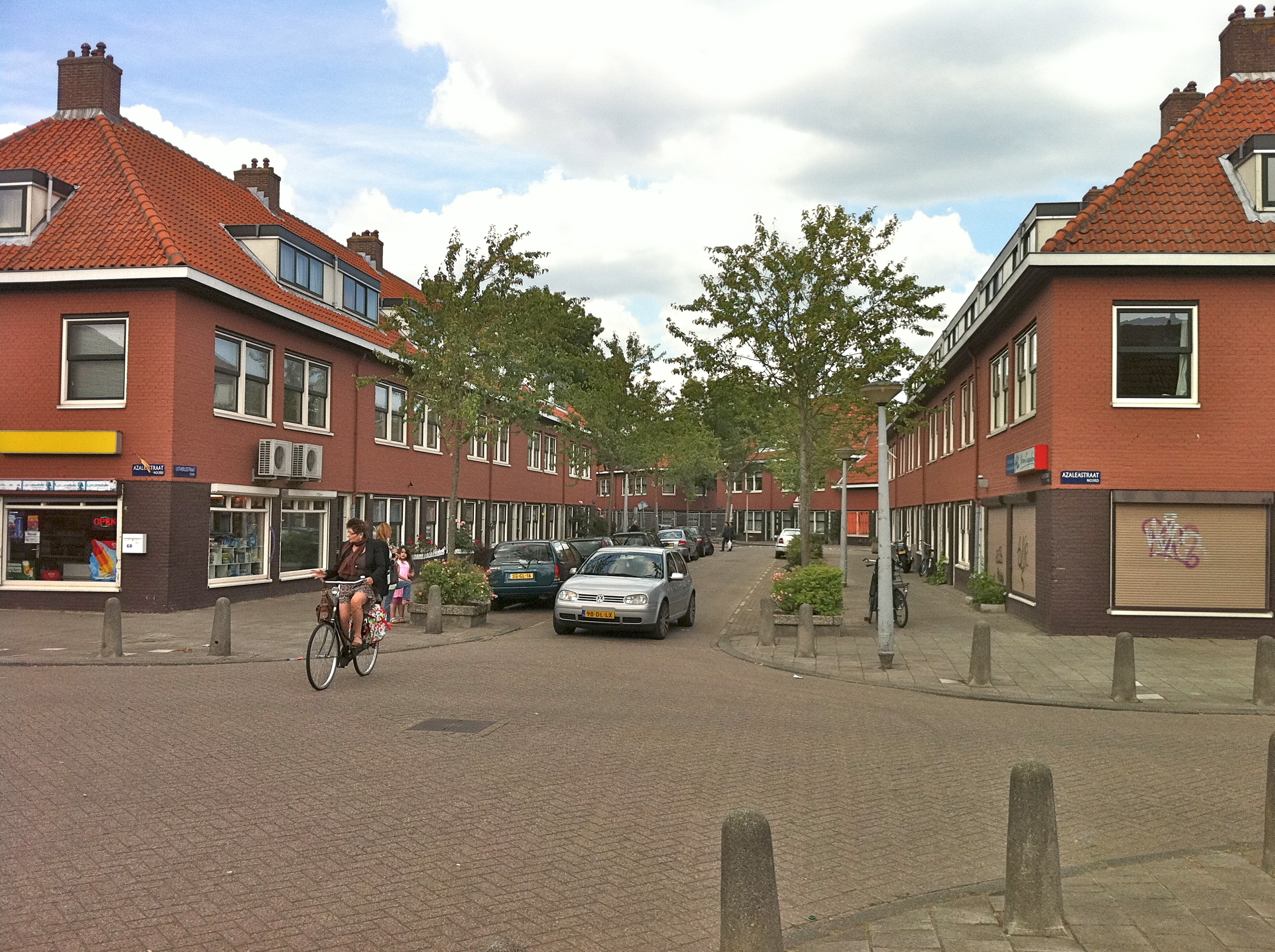
Bloemenbuurt,2011

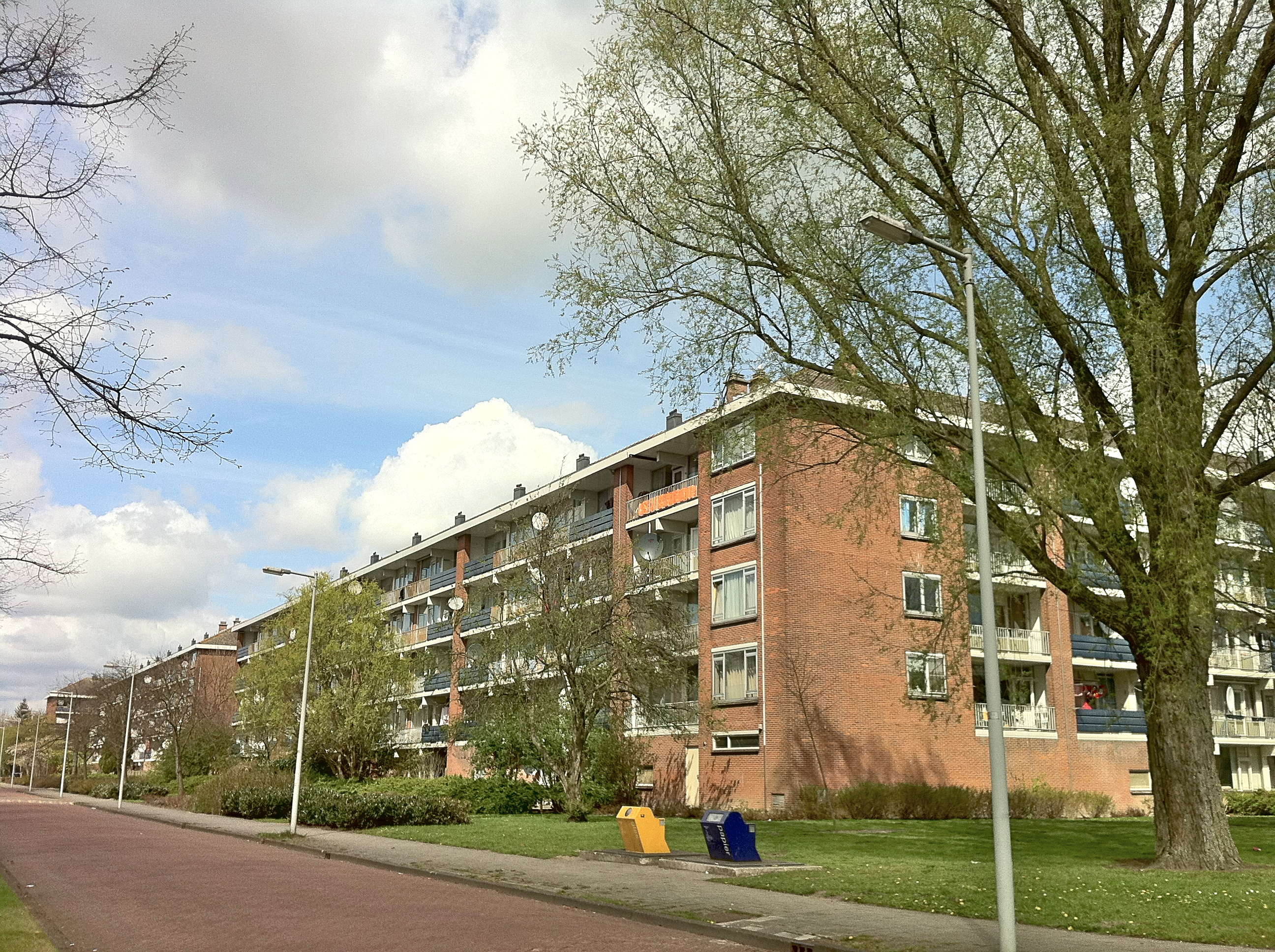
Oosterendstraat in Amsterdam-Noord, 2012

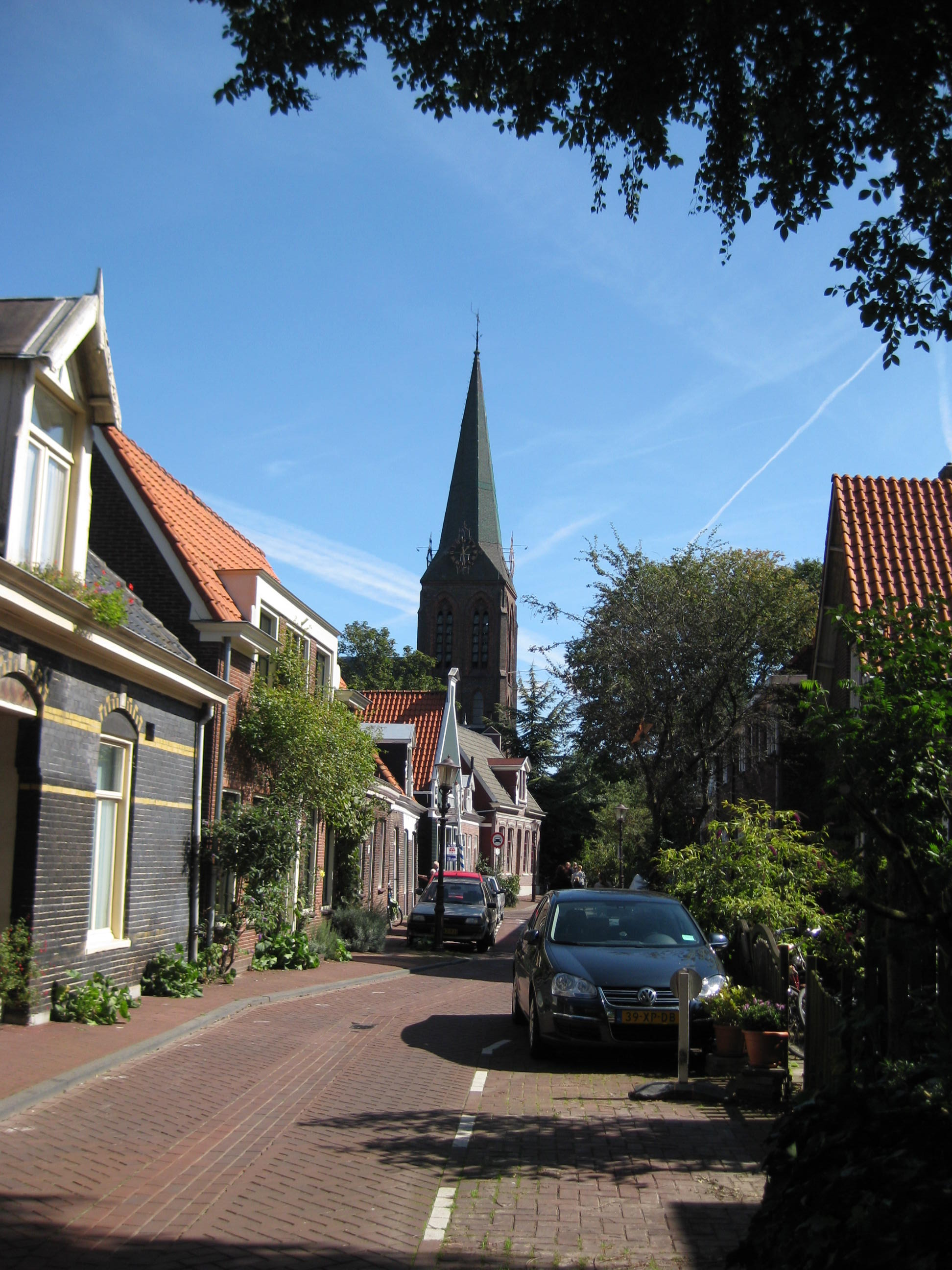
Nieuwendammerdijk.

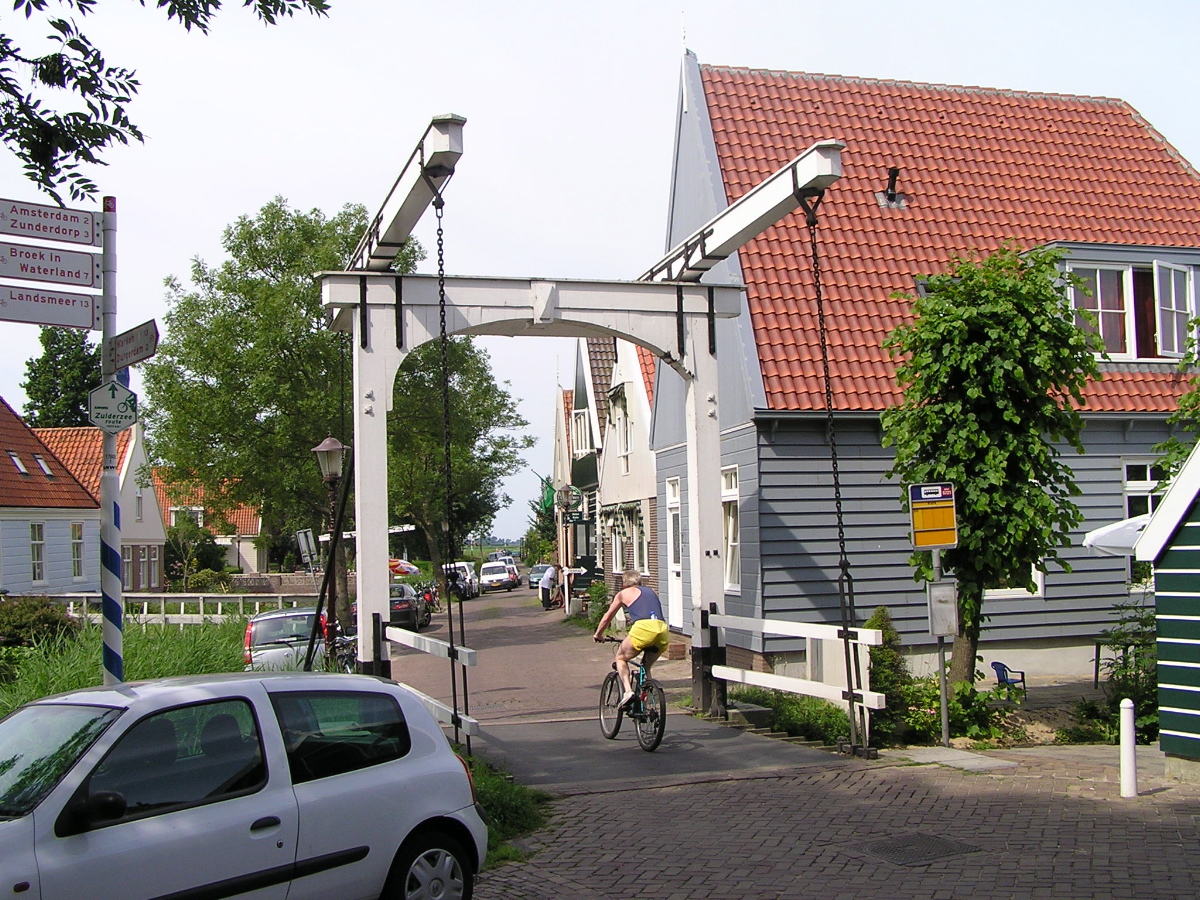
Tot Amsterdam-Noord behoren ook de dorpen van Landelijk Noord, zoals Ransdorp.

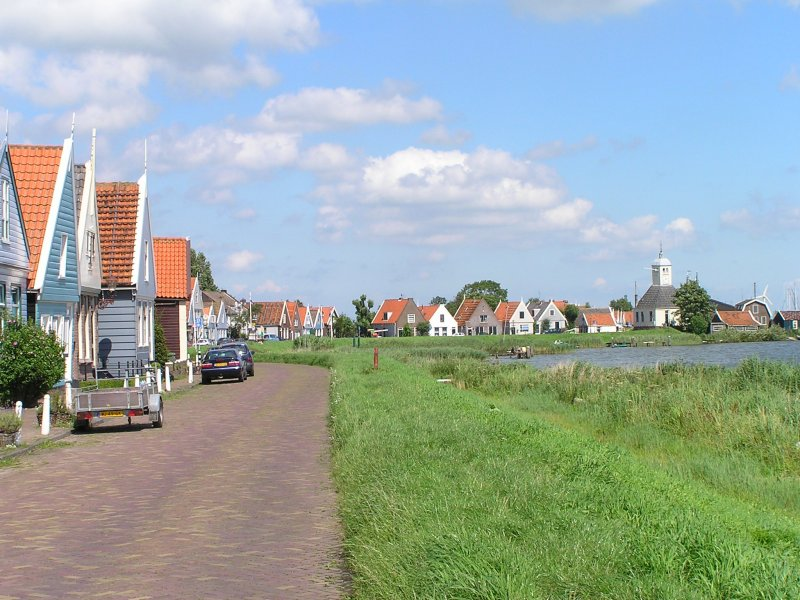
Ook een deel van Amsterdam-Noord: Durgerdam langs de Waterlandse Zeedijk.

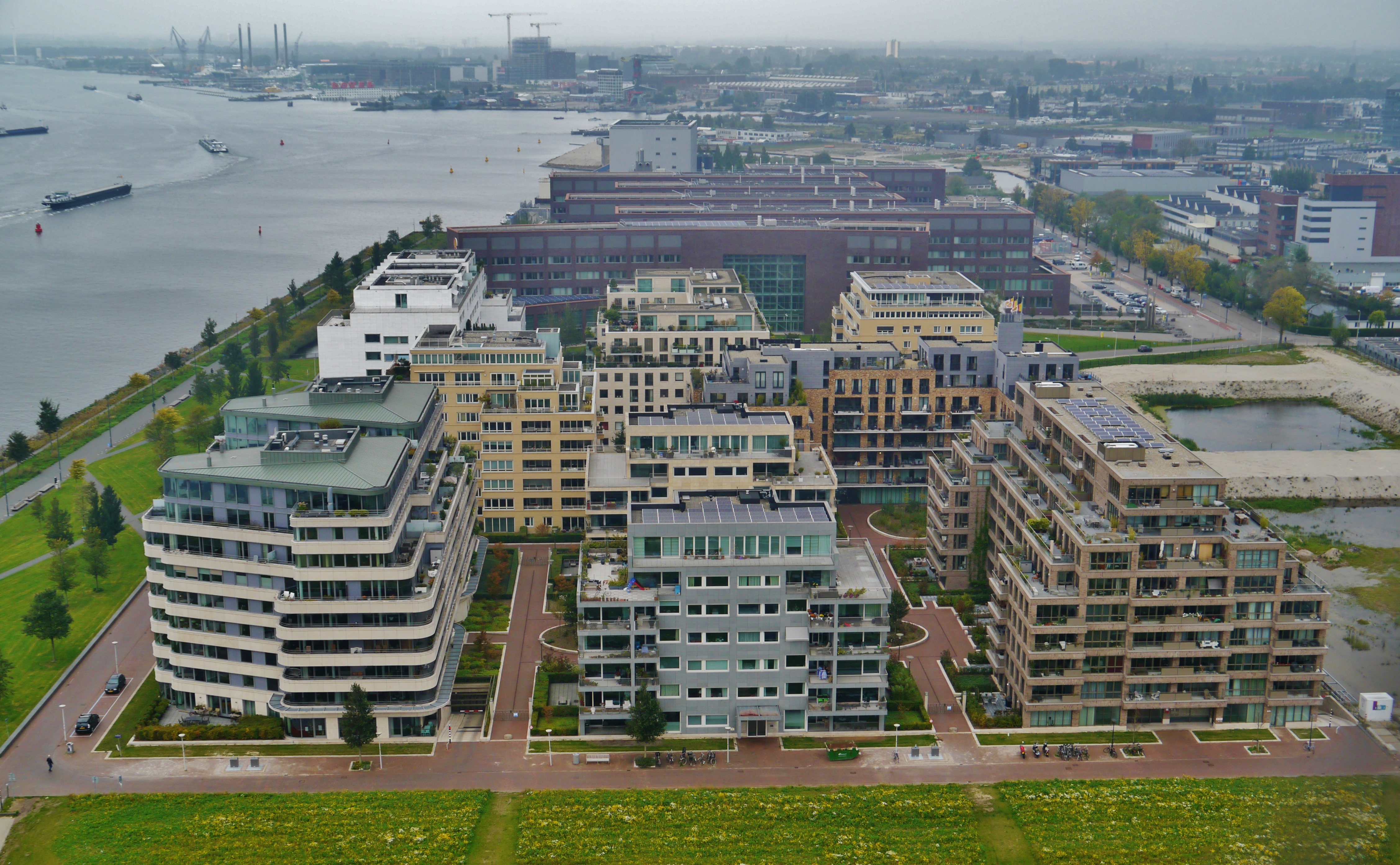
Campus Overhoeks, 2017.

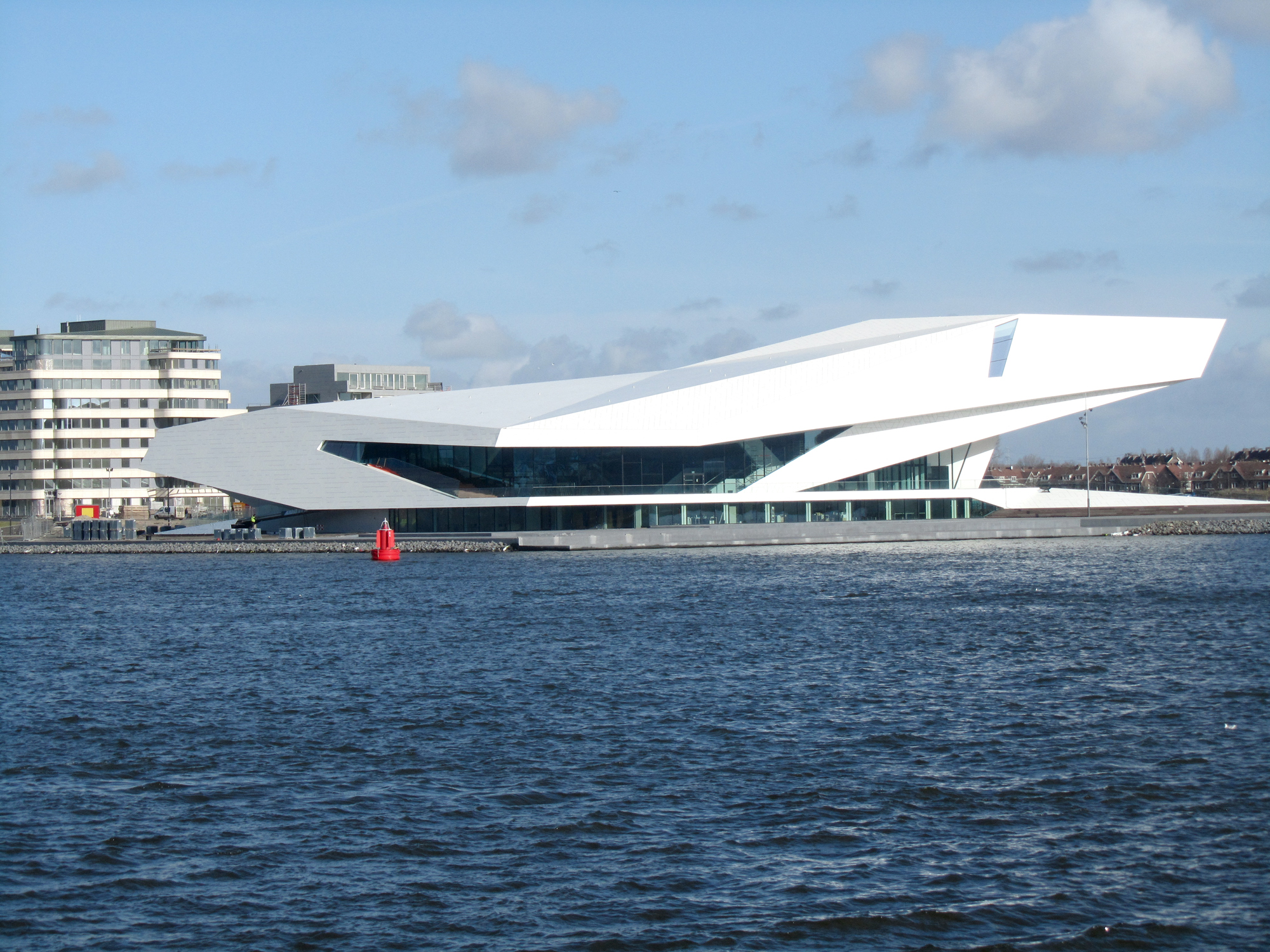
Sinds 2012 is het gebouw van het EYE Filmmuseum een opvallende blikvanger aan de oever van het IJ.

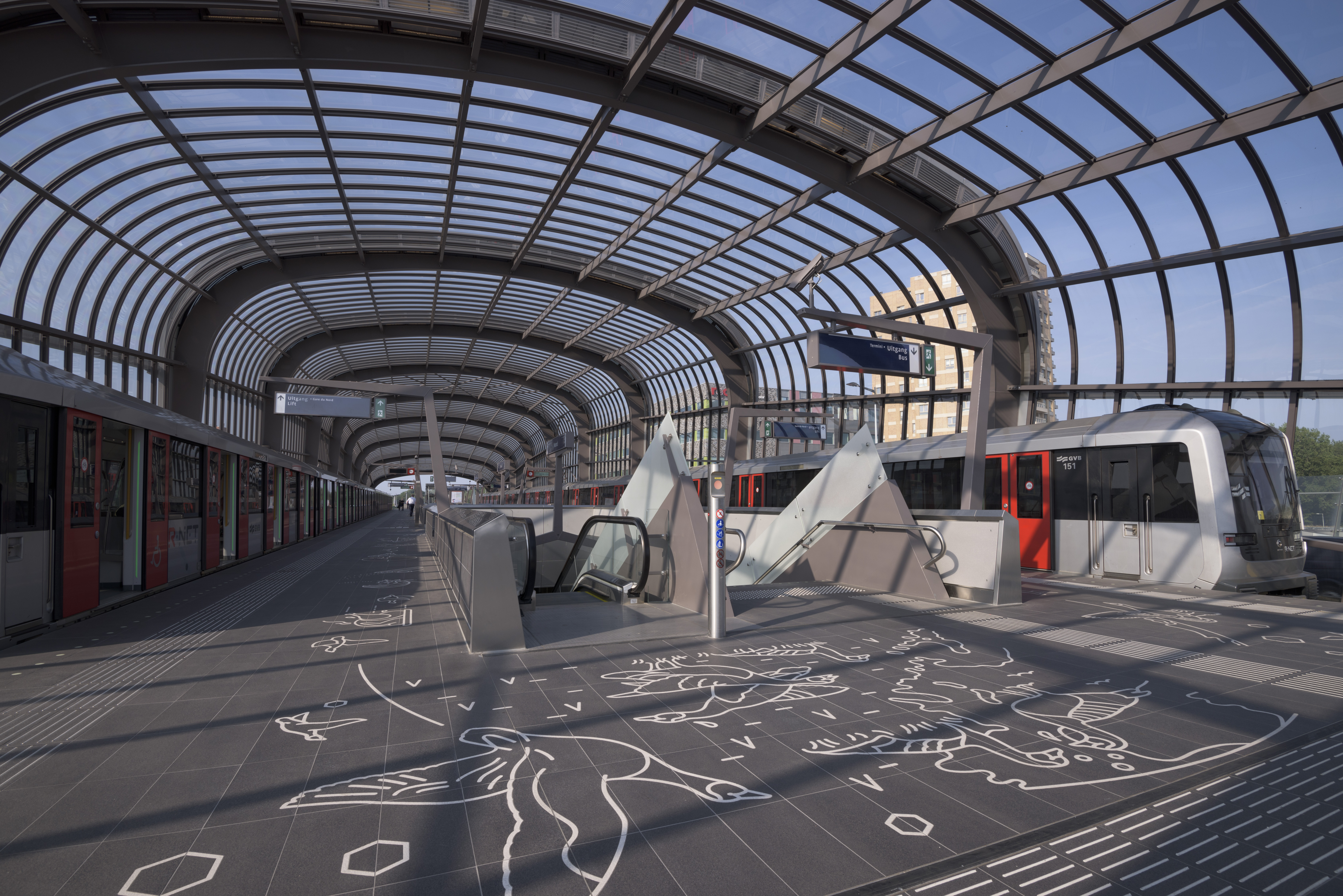
Station Noord is sinds 2018 het beginpunt van de Noord/Zuidlijn van de metro.

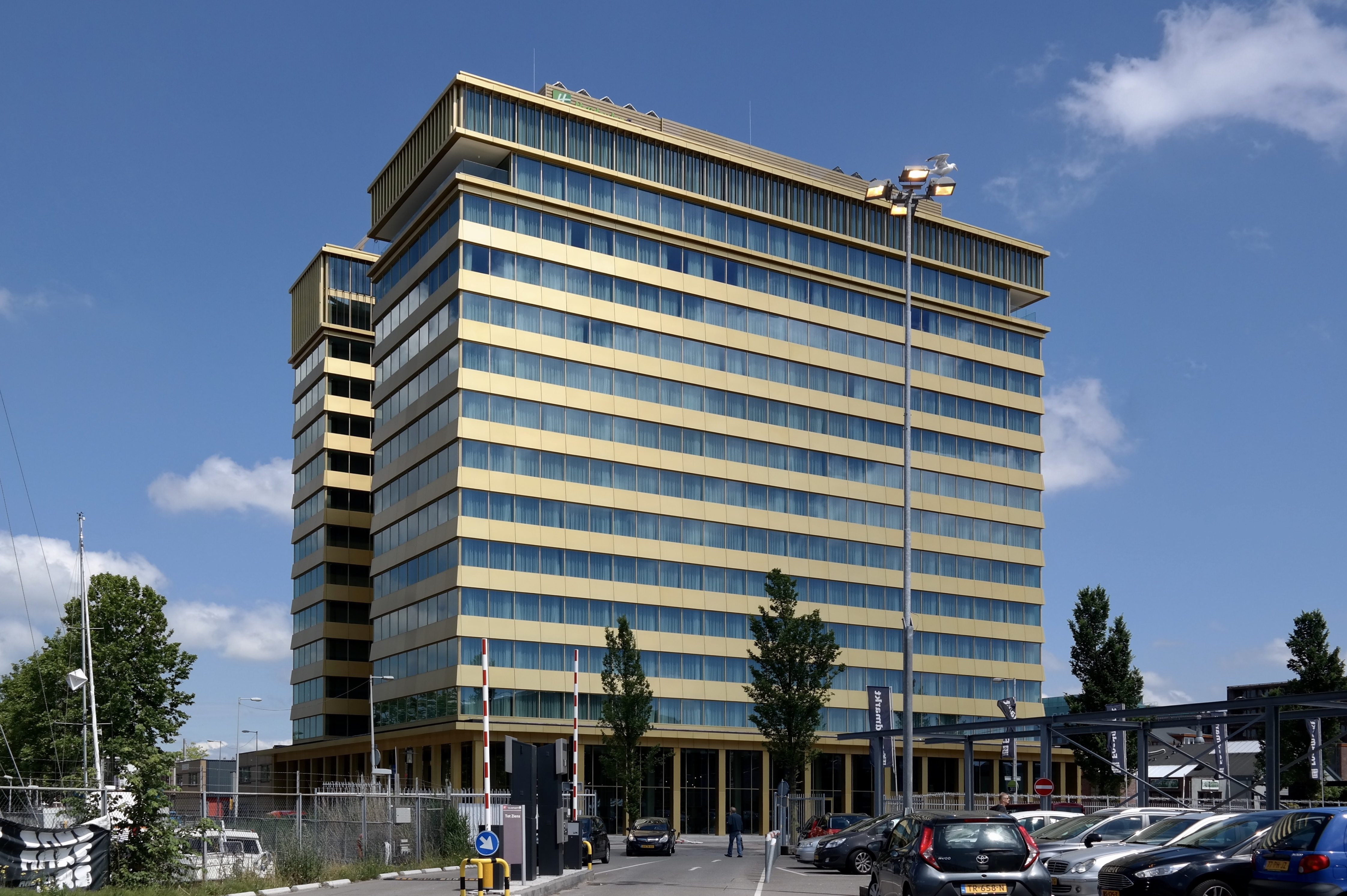
Holiday Inn hotel Amsterdam-Noord in het herontwikkelingsgebied Hamerkwartier

Amsterdam-Noord is het deel van de Nederlandse gemeente Amsterdam dat ten noorden van het IJ ligt. Het stadsdeel telde 99.238 inwoners per 1 januari 2020 en heeft een oppervlakte van 49,01 km². Het wordt sinds de opheffing van de uit 1981 daterende stadsdeelraad in 2014 bestuurd door een bestuurscommissie.

## Geschiedenis
Amsterdam benoorden het IJ bestond aanvankelijk slechts uit het schiereilandje de Volewijck, waarover de stad in 1393 zeggenschap kreeg (recht van ambachtsheerlijkheid). Tot 1795 was hier het galgenveld, waar de lijken van veroordeelden na de executie werden opgehangen, als afschrikwekkend voorbeeld. Boven Amsterdam lag Waterland, met dorpen als Buiksloot, Nieuwendam en Durgerdam. In 1629 werd de Buikslotermeer ten oosten van Buiksloot drooggemalen in de hoop op vruchtbare landbouwgrond, maar de poldergrond bleek alleen geschikt voor grasland. Ten zuiden was er tot 1851 de Buiksloterham, een inham van het IJ.
In 1660 werd even ten oosten van het Galgenveld begonnen met het graven van de Buikslotertrekvaart, vanaf het IJ noordwaarts door de Volewijck heen naar Buiksloot, Broek in Waterland, Monnickendam, Edam en Hoorn. Ter bekostiging van deze trekvaart hief de stad er vanaf 1662 tol. Daartoe werd het tolhuis gebouwd, waaraan eind 18e eeuw een kleine uitspanning werd verbonden.
Het gebied, dat nu Amsterdam-Noord vormt, wordt sinds 1824 doorsneden door het Noordhollandsch Kanaal, dat aan de zuidzijde via de Willemssluizen in verbinding staat met het IJ. Pas in de 19e eeuw groeide dit stuk Amsterdam door aanplempen met havenslib en droogmaking. Zo ontstonden de Buiksloterham (1832-1851) en Nieuwendammerham (1879).

### Wonen en werken
Na de opening van het Noordzeekanaal in 1876 werd de Amsterdamse haven bereikbaar voor stoomboten. Er kwam een sterke ontwikkeling op gang door de vestiging van de Stoomvaartmaatschappij Nederland, de KNSM en anderen. De op hun initiatief opgerichte Amsterdamsche Droogdok Maatschappij bouwde aan de noordelijke oever een scheepsreparatiewerf, en de NDSM vestigde er een scheepsnieuwbouwwerf. In 1900 besloot de gemeenteraad om de zwavelzuurfabriek van Ketjen, die aan de Overtoom veel hinder gaf, te laten verhuizen naar Noord. In 1908 stak ook de scheepsmotorenfabriek Kromhout het IJ over. In 1910 stichtten telgen uit de Zaanse fabrikantenfamilies Duyvis en Verkade de Drakafabriek voor laagspanningskabels, nodig voor de elektrificatie van Nederland. Rond dezelfde tijd bouwde Du Croo & Brauns een fabriek voor stoomlocomotieven, en na de Eerste Wereldoorlog vestigde Fokker zich aan de Papaverweg, waar sinds 1918 ook de tweede gemeentelijke elektriciteitscentrale stond.
Er waren veel veerdiensten nodig om het personeel van deze bedrijven dagelijks aan- en af te voeren;ner ontstond behoefte aan woningbouw over het IJ. Door een grenswijziging in 1877 was de zeggenschap van Amsterdam uitgebreid over de noordelijke IJ-oever tot aan de Waterlandse Zeedijk. In 1900 maakte Johan van Hasselt, de nieuwe directeur van de gemeentelijke Dienst der Publieke Werken, een ontwerp voor de ontwikkeling van Amsterdam-Noord. In dit ontwerp was veel ruimte voor wonen en werken. Het bood ruimte aan zware industrie en havengebonden bedrijvigheid. De aanleg van een nieuw Hoofdkanaal moest zelfs de weg vrijmaken voor de aanleg van een brug over het IJ, die het gebied met de binnenstad moest verbinden. Toen bleek dat het landsbestuur de Willemsluis in het Noord-Hollands Kanaal niet zou verplaatsen, werd duidelijk dat ook het Hoofdkanaal voor de omlegging van de scheepvaart niet voltooid kon worden en dus ook de brug over het IJ niet gebouwd kon worden.
Van moderne inzichten op het gebied van de volkshuisvesting was Van Hasselt niet op de hoogte. Dit leidde tot diverse conflicten met de directie van de gemeentelijke Bouw- en Woningdienst. Die wilde nu eens breken met bestaande praktijken in Amsterdam, zoals hoogbouw van 4 of 5 verdiepingen om arbeiders in onder te brengen. Het plan werd voor de woningbouw in Noord nog flink gewijzigd, maar het trok al wel veel bedrijven over de streep. Zo vestigde Fokker er na de Eerste Wereldoorlog zijn vliegtuigenfabriek op het voormalig tentoonstellingsterrein van de ELTA. In de Nieuwendammerham was in deze periode de weg al vrijgemaakt voor de bouw van de Vogelbuurt door woningbouwverenigingen. Enkele jaren later nam de nieuwe Gemeentelijke Woningdienst Amsterdam zelf de bouw ter hand van de buurt in de Buiksloterham die later de naam Van der Pekbuurt zou krijgen.
In Amsterdam-Noord is de huurprijs voor een woning lager dan in andere stadsdelen.
Samen met Osdorp was Noord in december 1981 een van de twee eerste stadsdelen van de gemeente Amsterdam met een eigen gekozen stadsdeelraad en bestuur.

### Annexaties
Amsterdam-Noord kreeg zijn huidige omvang toen de gemeente in 1921, naast in het westen en zuidoosten, ook in het noorden landelijke gebieden annexeerde. De buurgemeenten langs de Waterlandse Zeedijk waren zwaar getroffen door de watersnoodramp van 1916 en konden deze niet meer op eigen kracht te boven komen. In 1921 werden de gemeenten Buiksloot, Nieuwendam (met Zunderdorp) en Ransdorp (met Schellingwoude, Durgerdam en Holysloot) geannexeerd een deel van Oostzaan. In 1966 werd nog een deel van Landsmeer, alsmede een deel van de gemeente Oostzaan, aan het Amsterdamse grondgebied toegevoegd.

### Tuindorpen
Amsterdam-Noord is bekend om zijn tuindorpen, die sinds de jaren twintig zijn verrezen in de geannexeerde gebieden: Tuindorp Nieuwendam, Tuindorp Buiksloot, Tuindorp Buiksloterham (o.a. Floradorp en Bloemenbuurt) en Tuindorp Oostzaan.

### Zware industrie
In de loop van de 20e eeuw ontwikkelde Amsterdam-Noord zich tot het belangrijkste industriegebied van Amsterdam. De zware industrie (Draka, Kromhout), petrochemische industrie (Shell, Ketjen), Fokker en de scheepsbouw (ADM en NDSM) kwam tot grote bloei. Aangezien de Gemeenteveren Amsterdam onvoldoende capaciteit hadden om het werkvolk 's morgens snel over te zetten en 's avonds weer terug te varen, hielden Shell, Ketjen en de scheepsbouw er in de hoogtijdagen eigen veerdiensten op na.

### Bombardement
In de Tweede Wereldoorlog in juli 1943 was de industrie in Amsterdam-Noord driemaal doelwit van luchtaanvallen uitgevoerd door de geallieerden. Het eerste en heftigste bombardement van 17 juli 1943 had de Fokker Fabrieken in Tuindorp Buiksloterham als doel, maar de Amerikaanse bommen vielen niet op de fabriek. Ze kwamen op de omliggende woonwijken terecht, grotendeels in de Volewijck, met 158 doden en 119 zwaargewonden als gevolg. In totaal kwamen bij de drie bombardementen ruim 200 mensen om, vooral burgers. Dit was het zwaarste bombardement dat de stad Amsterdam in de oorlog trof. Er werden 106 huizen vernietigd, 206 huizen zwaar beschadigd, 676 huizen liepen glas- en dakschade op. Jaarlijks vindt op 17 juli een herdenking plaats op De Nieuwe Noorder.

### Scheepsbouw verdwenen
Sinds de jaren zestig is de scheepsbouwindustrie grotendeels verdwenen. Op de plaats van de vroegere ADM verrees in de jaren tachtig een nieuwe woonwijk, IJplein. Op het terrein van de vroegere NDSM (NDSM-werf) zijn sinds de jaren negentig kunstenaars neergestreken. Inmiddels is hier de Mediawharf ontstaan, het nieuwe mediacentrum. De oude hallen en loodsen werden herontwikkeld tot kantoorruimte voor de creatieve sector. Een groot deel van het oude Shellterrein wordt nu tot woonwijk ontwikkeld, Overhoeks. Hier bevindt zich ook het nieuwe gebouw van het EYE Film Instituut Nederland, aan de oever van het IJ. De voormalige scheepswerf De Ceuvel-Volharding is herbestemd tot de circulaire broedplaats De Ceuvel.

### Gentrificatie
In de wijk vindt gentrificatie plaats, een proces van opwaardering van een buurt of stadsdeel op sociaal, cultureel en economisch gebied, het aantrekken van kapitaalkrachtige nieuwe bewoners/gebruikers en de daarmee gepaard gaande verdrijving van de lagere klassen uit het stadsdeel. 
Docent, rapper en schrijver Massh Hutak woont in de wijk (Buikslotermeerplein) en verzet zich tegen de gentrificatie. Hij is actief lid van bewonersgroep Verdedig Noord, waarvoor hij ook regelmatig woordvoerder is. Hij maakte een toneelstuk met dezelfde naam (Verdedig Noord) en schreef er een boek over: Jij hebt ons niet ontdekt, wij waren hier altijd al (2020).

## Parken
Het Vliegenbos, dat lang Amsterdams grootste park was, is een bekend dagje uit voor vele Amsterdammers. Andere parken in Noord zijn: Baanakkerspark, Schellingwouderpark, Florapark en Volewijkspark. Deze beide laatste parken aan weerszijden van het Noordhollandsch Kanaal zijn in 2014 samengevoegd tot het Noorderpark.

## Landelijk Noord
Een groot deel van het stadsdeel bestaat nog uit open polderland, genaamd Landelijk Noord, met een aantal kleine dorpen: Durgerdam, Holysloot, Ransdorp, Schellingwoude en Zunderdorp.

## Verbindingen met de overkant van het IJ
Amsterdam-Noord is van de rest van de stad gescheiden door het IJ. Er liggen onder het IJ vijf tunnelbuizen: twee Coentunnels, de IJtunnel, de Zeeburgertunnel, de buis voor de Noord/Zuidlijn, en er zijn zes verbindingen met pontveren.
Tot 1957 waren, behalve via de Oranjesluizen, de beide delen van de stad uitsluitend per veerpont verbonden. Het Buiksloterveer werd al in 1308 genoemd. Sinds 1556 is het in handen van de stad. Vanaf 1897 verzorgen de Gemeenteveren (sinds 1943 het Gemeentevervoerbedrijf) de verbindingen. Er voeren dagelijks drie verschillende lijnen vanaf de De Ruijterkade achter het Centraal Station naar Amsterdam-Noord. Vanaf 1924 waren er twee buslijnen in Noord, die met de pont overstaken naar de Binnenstad. Plannen voor tramlijnen kwamen niet tot uitvoering. Wel was er tussen 1888 en 1956 een tramlijn vanaf Amsterdam-Noord naar Edam en andere plaatsen in Waterland. Sindsdien rijden er bussen.
In 1957 werd de eerste vaste oeververbinding geopend, de Schellingwouderbrug. In 1966 kwam de eerste tunnel gereed, de Coentunnel, in 1968 gevolgd door de IJtunnel. In 1990 werd de Zeeburgertunnel geopend, onderdeel van de datzelfde jaar geopende Ringweg Noord, onderdeel van de A10. In 2013 kwam de Tweede Coentunnel gereed.
Metrolijn 52, ook bekend als de Noord/Zuidlijn, heeft in Amsterdam-Noord de stations Noord (vlak bij het Buikslotermeerplein) en Noorderpark. Vanaf 2003 werd gebouwd aan deze lijn (waaronder de tunnel onder het IJ), die Amsterdam-Noord sinds 2018 via het Centraal Station met Amsterdam-Zuid verbindt.
De gemeente had plannen voor de bouw van de Javabrug, een fietsbrug tussen het Java-eiland en Amsterdam-Noord. Daarnaast doet de gemeente onderzoek naar een mogelijke voetgangerstunnel vanaf het Centraal Station naar Noord, en een eventuele brug vanaf het Stenen Hoofd bij de Silodam. De plannen voor de Javabrug zijn op verzet vanuit de rijksoverheid gestuit. In 2020 kwam een commissie met een uitgebreid rapport over mogelijke nieuwe oeververbindingen. Hierin werd een Oostbrug voorgesteld vanaf het Azartplein (in plaats vanaf het Java-eiland) naar de Johan van Hasseltweg en een Westbrug vanaf de Haparandadam naar het NDSM terrein. Ook werd hier wederom een voetgangerstunnel vanaf het Centraal Station genoemd alsmede nieuwe pontverbindingen.

### Regionale verbindingen
Van 1889 tot 1956 stond aan de Valkenweg het Tramstation Amsterdam-Noord. Vandaar reden de Waterlandse tram en het lijntje naar Purmerend de provincie in. Het "bootje van Bergman" zorgde voor een verbinding met het Stationsplein in Amsterdam-Centrum. Zo reisden tientallen jaren de Volendamse dienstboden naar hun werkhuizen in de stad.

## Buurten en wijken in stadsdeel Amsterdam-Noord
De Statistische Indeling (SI) van Amsterdam heeft sinds 24 maart 2022 een nieuwe gebiedsindeling, waarin Noord wordt onderverdeeld in drie gebieden; Oud-Noord, Noord-West en Noord-Oost. Deze gebieden worden weer onderverdeeld in wijken, welke weer buurten bevatten:

### Oud-Noord
- IJplein/Vogelbuurt
  - Vliegenbos
- Nieuwendammerdijk/Buiksloterdijk
- Noordelijke IJ-oevers Oost (voorheen Nieuwendammerham)
- Noordelijke IJ-oevers-West (voorheen Tuindorp Buiksloterham en Buiksloterham)
  - Overhoeks
  - NDSM-werf
  - Cornelis Douwesterrein-Oost
- Tuindorp Buiksloot
- Tuindorp Nieuwendam
- Volewijck
  - Bloemenbuurt
    - Floradorp

  - Van der Pekbuurt

### Noord-West
- Banne Buiksloot
- Kadoelen
  - Twiske-Oost
  - Kadoelen
- Oostzanerwerf
  - Twiske-West
  - Molenwijk
  - Walvisbuurt
- Tuindorp Oostzaan
  - De Bongerd (nieuwbouwbuurt, in aanbouw)

### Noord-Oost
- Buikslotermeer (voorheen Centrum Amsterdam Noord (CAN))
  - Buikslotermeerplein / Boven 't Y
  - Loenermark
  - Stationsgebied (Metrostation Noord)
- Elzenhagen
- Waterland (Landelijk Noord, behoort tot regio Waterland)
  - Zunderdorp
  - Ransdorp
  - Holysloot
  - Durgerdam
  - Schellingwoude
  - Zwarte Gouw
- Waterlandpleinbuurt

## Beschermde dorpsgezichten
De dorpen Durgerdam, Ransdorp en Holysloot zijn sinds 1976 Rijksbeschermde dorpsgezichten. Zie Rijksbeschermd gezicht Durgerdam, Rijksbeschermd gezicht Ransdorp, Rijksbeschermd gezicht Holysloot.

## Beschermd stadsgezicht
Op 3 maart 2014 is Amsterdam-Noord aangewezen als beschermd stadsgezicht. Naast de dijkdorpen langs de Waterlandse Zeedijk (Schellingwoude, Nieuwendam, Buiksloot en de lintbebouwing Oostzanerdijk) en Oud-Noord (Van der Pekbuurt en Vogelbuurt) met de strook langs het Noordhollandsch Kanaal, zijn ook de tuindorpen Nieuwendam, Buiksloot, Oostzaan, Disteldorp en Vogeldorp onderdeel van dit Rijksbeschermd stadsgezicht.

## Stadsdeelbestuur

### Stadsdeelvoorzitters
- 1981-1990 Theo Fransman (PvdA)
- 1990-1994 Ger de Visser (PvdA)
- 1994-2002 Hans Oosterbaan (PvdA)
- 2002-2003 Marijke van Schendelen (PvdA)
- 2003-2004 Joke Peppels (Leefbaar Noord)
- 2004-2014 Rob Post (PvdA)

### Bestuurscommissie onder voorzitterschap van
- 2014-2018 Coby van Berkum (PvdA)
- 2018-2022 Erna Berends (SP)
- 2022-2026 Brahim Abid (PvdA)

### Stadsdeelraad
De stadsdeelraad bestond van 1981 tot 2014. De deelraad vertegenwoordigde de bewoners van het stadsdeel, bepaalde de kaders van het beleid en controleerde of dit beleid door het dagelijks bestuur goed werd uitgevoerd. Sinds 2014 wordt Amsterdam-Noord bestuurd door een bestuurscommissie.
| Deelraadszetels       | Deelraadszetels | Deelraadszetels | Deelraadszetels | Deelraadszetels | Deelraadszetels |
| Partij                | 1994            | 1998            | 2002            | 2006            | 2010            |
| --------------------- | --------------- | --------------- | --------------- | --------------- | --------------- |
| PvdA                  | 10              | 10              | 8               | 13              | 10              |
| SP                    | 3               | 3               | 2               | 4               | 3               |
| VVD                   | 6               | 6               | 4               | 3               | 5               |
| GroenLinks            | 4               | 3               | 3               | 3               | 4               |
| Leefbaar Noord        | -               | -               | 5               | 2               | 2               |
| CDA                   | 3               | 2               | 3               | 2               | 1               |
| Belangen Partij Noord | 5               | 4               | 2               | 1               | 1               |
| De Groenen            | 1               | 1               | 1               | 1               | -               |
| D66                   | 5               | 1               | 1               | -               | 2               |
| Boven Y Partij        | -               | -               | -               | -               | 1               |
| Senioren 2000         | -               | 1               | -               | -               | -               |
| Totaal                | 37              | 31              | 29              | 29              | 29              |

### Uitslag van de stadsdeelcommissieverkiezingen Noord
| Stadsdeelcommissieleden | Stadsdeelcommissieleden | Stadsdeelcommissieleden |
| ----------------------- | ----------------------- | ----------------------- |
| Partij                  | 2018                    |                         |
|                         |                         |                         |
| PvdA                    | 3                       |                         |
| GL                      | 3                       |                         |
| D66                     | 2                       |                         |
| VVD                     | 2                       |                         |
| SP                      | 1                       |                         |
| PvdO                    | 1                       |                         |
|                         |                         |                         |
| Totaal                  | 12                      |                         |

## Canon van Amsterdam
- Schepen uit Noord is venster nummer 40 van de Canon van Amsterdam.